# Aromobatinae
Az Aromobatinae a kétéltűek (Amphibia) osztályába, a békák (Anura) rendjébe és az Aromobatidae családjába tartozó alcsalád.

## Elterjedése
Az alcsaládba tartozó nemek Dél-Amerikában, a kontinensen belül Kolumbiában, Venezuelában valamint Trinidad és Tobagón honosak.

## Rendszerezésük
Az alcsaládba tartozó nemek:
- Aromobates Myers, Paolillo-O. & Daly, 1991
- Mannophryne La Marca, 1992